# Charles Girard
Pour les articles homonymes, voir Girard.
Charles Girard (? - fin décembre 1866 ou début janvier 1867) est un navigateur et explorateur français.

## Biographie
Second du capitaine Magnan sur l'Emma d'Alexandre Dumas, il fait naufrage avec celui-ci non loin de Marseille alors en route pour explorer les bouches du Niger. 
Devenu Capitaine au long cours, il reprend le projet précédent et part en mai 1866 de Rochefort avec le Joseph-Léon. Il fait escale aux Canaries et au Sénégal et complète les provisions à Fernando Poo. 
En octobre, il remonte la Calabar et atteint le comptoir de Bonny et en novembre, un bras du Calebar qui le mène jusqu'au roi Will. Il reconnaît les villages de Bakana, Emaffé, Ania et Ogonania chez les Ibo mais, le fleuve ne permettant plus la navigation, fait demi-tour.
Il revient après avoir établi une carte du Nouveau-Calabar et le relevé des possibilités commerciales de la région mais, à peine la côte atteinte, meurt des fièvres et son expédition tombera dans l'oubli. Seul un membre de l'équipage, Marie-Joseph Bonnat, décidera de tenter sa chance en Côte de l'Or.

## Travaux
- Voyage d'exploration du bassin du Niger par Charles Girard, capitaine au long cours, sur le Joseph Léon, enquête sur ses activités (1865/1869), non publié[1]
- Exploration au Nouveau Calebar, Bulletin de la Société de Géographie, 1867, p. 548-572